# Mataniño (gastronomía salvadoreña)
El mataniño, también conocido como pan chuco o matabicho, es un popular bocadillo callejero de El Salvador. Consiste en un pan tipo flauta calentado y relleno con mortadela o jamón, acompañamientos como escabeche, mayonesa, mostaza, salsa de tomate y queso rallado, formando un aperitivo sabroso, compacto y muy accesible. Es común encontrarlo en carritos callejeros que constan de una parrilla a gas incorporada, especialmente en la capital. Suelen ser envueltos en papel de estraza.

## Historia y origen
El origen del nombre mataniño no está oficialmente documentado. Según la tradición oral, el término estaría vinculado a la infancia y enfermedades gastrointestinales, y hasta a episodios de cólera en la década de 1990.

## Ingredientes y preparación
El mataniño se elabora con un pan tipo flauta, al que se le coloca mortadela o jamón, escabeche (repollo, zanahoria y chile encurtidos), mayonesa, mostaza, salsa de tomate y queso rallado. Se calienta hasta que el pan queda ligeramente tostado y los ingredientes se integran.

## Consumo, disponibilidad y precio
Es común encontrar mataniños en mercados, escuelas, eventos públicos y puestos callejeros. Su bajo costo —entre $0.50 y $1.00— lo convierte en una opción económica y popular para saciar el hambre rápidamente.

## Contexto cultural y percepción popular
Este bocadillo ha ganado relevancia como parte del street food salvadoreño, comparándose con platillos emblemáticos como las pupusas. En redes sociales y foros, usuarios expresan que:
> “este manjar le ha ganado a los tamales… lo mejor: hay variedad, de todo tipo de panes, con todo tipo de rellenos y aderezos”
> “son populares, cumplen la función de llenar… pero en definitiva un mataniño al tiempo siempre cae bien.”